# Dlhé Stráže
Dlhé Stráže es un municipio del distrito de Levoča en la región de Prešov, Eslovaquia, con una población estimada a final del año 2024 de 618 habitantes.
Se encuentra ubicado al suroeste de la región, cerca del río Hernád (cuenca hidrográfica del río Tisza) y de la frontera con la región de Košice.

## Demografía
| Año        | 1994 | 2004     | 2014     | 2024    |
| ---------- | ---- | -------- | -------- | ------- |
| Población  | 439  | 503      | 564      | 618     |
| Diferencia |      | +14,57 % | +12,12 % | +9,57 % |

| Año        | 2023 | 2024    |
| ---------- | ---- | ------- |
| Población  | 613  | 618     |
| Diferencia |      | +0,81 % |